# Fábio Deivson Lopes Maciel
Fábio Deivson Lopes Maciel, noto come Fábio (Nobres, 30 settembre 1980), è un calciatore brasiliano, portiere del Fluminense.

## Caratteristiche tecniche
Portiere di grande reattività e senso della posizione, è molto abile nel parare i calci di rigore. Nonostante non abbia mai giocato nella nazionale maggiore, è considerato come uno dei migliori portieri brasiliani della sua generazione.
Atleta di eccezionale longevità, è uno dei pochi calciatori ad aver raggiunto le 1000 presenze in carriera. Nel 2025, a 44 anni, ha superato l'inglese Peter Shilton, diventando il calciatore ad aver disputato più partite ufficiali nella storia.

## Carriera

### Club

#### União Bandeirante e Atlético Paranaense
Inizia la sua carriera nel 1997, disputando la Série C con l'União Bandeirante, e l'anno successivo si trasferisce all'Atlético Paranaense, esordendo in Série A. 

#### Vasco da Gama
A partire dal 2000 gioca con il Vasco de Gama, nelle prime stagione ha faticato a trovare spazio, dal momento che la squadra si avvaleva del più esperto Hélton, è nel 2003 che Fábio diventa titolare. Nella stagione successiva ha giocato per un numero più ridotto di partite, tanto che nella fase finale del campionato brasiliano il Vasco de Gama ha fatto scendere in campo Cássio e Everton.

#### Cruzeiro
Cambia maglia, disputando due stagioni con il Cruzeiro, con il quale vince la Coppa del Brasile nel 2000, e nel 2001 si trasferisce al Vasco da Gama, rimanendo fino al 2004. L'anno successivo torna infatti a vestire la casacca del Cruzeiro, in cui diventa immediatamente il portiere titolare della squadra. Con la squadra di Belo Horizonte Fábio conquista due campionati (2013, 2014), due Coppe del Brasile (2017, 2018) e 7 Campionati statali. Sfiora la vittoria della Coppa Libertadores nel 2009, ma in finale la squadra perde contro l'Estudiantes di Verón. Nonostante la storica retrocessione del Cruzeiro nel 2019 Fábio decide di rimanere, ma la squadra non riesce a tornare in massima serie e alla fine della stagione 2021, a 41 anni, il portiere lascia il club dopo ben 17 stagioni. 
È il giocatore con più presenze nella storia del Cruzeiro, con 955 apparizioni.

#### Fluminense
Torna in Série A, accasandosi alla Fluminense. Acquistato come riserva di Muriel, durante il campionato statale 2022 diventa ben presto il portiere titolare della squadra, giocando successivamente tutte le partite della Série A dello stesso anno, dimostrando una grande affidabilità tra i pali e contribuendo al 3º posto finale, oltre che al raggiungimento delle semifinali in Coppa del Brasile. L'anno successivo la Fluminense conquista per la prima volta nella sua storia la Coppa Libertadores, grazie anche alle grandi parate di Fábio nella finale contro il Boca Juniors che si è conclusa ai tempi supplementari. Fábio vince pure la Recopa Sudamericana nel 2024, giocando la finale contro il LDU Quito, perdendo la partita di andata per 1-0 ma poi ottenendo un successo per 2-1 nel match di ritorno.
Partecipa al Mondiale per Club, negli ottavi di finale contro l'Inter Fábio è stato fondamentale per la vittoria su 2-0 contro il club italiano.

### Nazionale
Pur non avendo mai esordito con la nazionale maggiore, Fábio ha collezionato varie vittorie in tornei internazionali giovanili, come il Campionato Sudamericano Under-17 del 1997 e il Mondiale U-17 dello stesso anno. Inoltre, pur senza scendere in campo, ha fatto parte della squadra che ha vinto la Coppa America del 2004, in Perù.

## Statistiche

### Presenze e reti nei club
Statistiche aggiornate all'16 agosto 2025.
| Stagione                 | Squadra                  | Campionato               | Campionato | Campionato       | Coppe nazionali | Coppe nazionali | Coppe nazionali | Coppe continentali | Coppe continentali | Coppe continentali | Altre coppe | Altre coppe | Altre coppe | Totale | Totale |
| Stagione                 | Squadra                  | Comp                     | Pres       | Reti             | Comp            | Pres            | Reti            | Comp               | Pres               | Reti               | Comp        | Pres        | Reti        | Pres   | Reti   |
| ------------------------ | ------------------------ | ------------------------ | ---------- | ---------------- | --------------- | --------------- | --------------- | ------------------ | ------------------ | ------------------ | ----------- | ----------- | ----------- | ------ | ------ |
| 1997                     | União Bandeirante        | A1/PR+C                  | 13+10      | -? + -?          |                 | -               | -               | -                  | -                  | -                  | -           | -           | -           | 23     | -?     |
| 1998                     | União Bandeirante        | A1/PR+C                  | 4+0        | -? + -?          |                 | -               | -               | -                  | -                  | -                  | -           | -           | -           | 4      | -?     |
| 1999                     | União Bandeirante        | A1/PR                    | 3          | -?               | CB              | -               | -               | -                  | -                  | -                  | -           | -           | -           | 3      | -?     |
| Totale União Bandeirante | Totale União Bandeirante | Totale União Bandeirante | 20+10      | -? + -?          |                 | -               | -               |                    | -                  | -                  |             | -           | -           | 30     | -?     |
| 2000                     | Vasco da Gama            | A/RJ+CJH                 | 0+3        | 0 + -1           | -               | -               | -               | -                  | -                  | -                  | -           | -           | -           | 3      | -1     |
| 2001                     | Vasco da Gama            | A/RJ+A                   | 5+2        | -3 + -1          |                 | -               | -               | CL+CM              | 2+1                | -3 + -2            | RJ-SP       | 3           | -2          | 13     | -11    |
| 2002                     | Vasco da Gama            | A/RJ+A                   | 2+21       | -5 + -32         | CB              | 3               | -3              | -                  | -                  | -                  | CdC         | 1           | -1          | 27     | -41    |
| 2003                     | Vasco da Gama            | A/RJ+A                   | 15+44      | -14 + -67        | CB              | 7               | -5              | CS                 | 2                  | -3                 | -           | -           | -           | 68     | -89    |
| 2004                     | Vasco da Gama            | A/RJ+A                   | 16+19      | -17 + -22        | CB              | 4               | -4              | -                  | -                  | -                  | -           | -           | -           | 39     | -43    |
| Totale Vasco da Gama     | Totale Vasco da Gama     | Totale Vasco da Gama     | 38+89      | -39 + -123       |                 | 14              | -12             |                    | 5                  | -8                 |             | 4           | -3          | 150    | -185   |
| 2005                     | Cruzeiro                 | M1/MG+A                  | 15+40      | -11 + -66        | CB              | 9               | -9              | CS                 | 3                  | -2                 | -           | -           | -           | 67     | -88    |
| 2006                     | Cruzeiro                 | M1/MG+A                  | 15+36      | -8 + -41         | CB              | 6               | -8              | CS                 | 1                  | 0                  | -           | -           | -           | 58     | -57    |
| 2007                     | Cruzeiro                 | M1/MG+A                  | 13+28      | -16 + -36        | CB              | 6               | -3              | CS                 | 2                  | -2                 | -           | -           | -           | 49     | -57    |
| 2008                     | Cruzeiro                 | M1/MG+A                  | 14+38      | -13 + -44        | -               | -               | -               | CL                 | 10                 | -14                | -           | -           | -           | 62     | -71    |
| 2009                     | Cruzeiro                 | M1/MG+A                  | 13+34      | -11 + -46        | -               | -               | -               | CL                 | 14                 | -12                | -           | -           | -           | 61     | -69    |
| 2010                     | Cruzeiro                 | M1/MG+A                  | 12+36      | -14 + -34        | -               | -               | -               | CL                 | 12                 | -12                | -           | -           | -           | 60     | -60    |
| 2011                     | Cruzeiro                 | M1/MG+A                  | 14+33      | -11 + -43        | -               | -               | -               | CL                 | 8                  | -4                 | -           | -           | -           | 55     | -58    |
| 2012                     | Cruzeiro                 | M1/MG+A                  | 12+37      | -12 + -51        | CB              | 5               | -5              | -                  | -                  | -                  | -           | -           | -           | 54     | -68    |
| 2013                     | Cruzeiro                 | M1/MG+A                  | 13+36      | -13 + -34        | CB              | 7               | -3              | -                  | -                  | -                  | -           | -           | -           | 56     | -50    |
| 2014                     | Cruzeiro                 | M1/MG+A                  | 13+36      | -4 + -36         | CB              | 8               | -10             | CL                 | 10                 | -10                | -           | -           | -           | 67     | -60    |
| 2015                     | Cruzeiro                 | M1/MG+A                  | 11+36      | -10 + -32        | CB              | 2               | -5              | CL                 | 10                 | -7                 | -           | -           | -           | 59     | -54    |
| 2016                     | Cruzeiro                 | M1/MG+A+PL               | 12+19+2    | -6 + -33 + -5    | CB              | 5               | -4              | -                  | -                  | -                  | -           | -           | -           | 38     | -48    |
| 2017                     | Cruzeiro                 | M1/MG+A                  | 1+32       | 0 + -31          | CB              | 7               | -6              | -                  | -                  | -                  | -           | -           | -           | 40     | -37    |
| 2018                     | Cruzeiro                 | M1/MG+A                  | 13+30      | -4 + -27         | CB              | 8               | -6              | CL                 | 9                  | -5                 | -           | -           | -           | 60     | -42    |
| 2019                     | Cruzeiro                 | M1/MG+A                  | 15+35      | -9 + -44         | CB              | 6               | -9              | CL                 | 8                  | -2                 | -           | -           | -           | 64     | -64    |
| 2020                     | Cruzeiro                 | M1/MG+B                  | 11+36      | -10 + -30        | CB              | 4               | -6              | -                  | -                  | -                  | -           | -           | -           | 51     | -46    |
| 2021                     | Cruzeiro                 | M1/MG+B                  | 13+37      | -9 + -38         | CB              | 4               | -2              | -                  | -                  | -                  | -           | -           | -           | 54     | -49    |
| Totale Cruzeiro          | Totale Cruzeiro          | Totale Cruzeiro          | 210+579+2  | -161 + -666 + -5 |                 | 77              | -76             |                    | 87                 | -70                |             | -           | -           | 955    | -978   |
| 2022                     | Fluminense               | A/RJ+A                   | 5+38       | -1 + -41         | CB              | 8               | -10             | CL+CS              | 4+6                | -4 + -5            | -           | -           | -           | 61     | -61    |
| 2023                     | Fluminense               | A/RJ+A                   | 13+35      | -8 + -41         | CB              | 4               | -2              | CL                 | 13                 | -12                | Cmc         | 2           | -4          | 67     | -67    |
| 2024                     | Fluminense               | A/RJ+A                   | 6+37       | -5 + -37         | CB              | 4               | -5              | CL                 | 10                 | -10                | RS          | 2           | -1          | 59     | -58    |
| 2025                     | Fluminense               | A/RJ+A                   | 12+18      | -9 + -24         | CB              | 6               | -4              | CS                 | 5                  | -1                 | Cmc         | 6           | -5          | 47     | -43    |
| Totale Fluminense        | Totale Fluminense        | Totale Fluminense        | 36+128     | -23 + -143       |                 | 22              | -21             |                    | 38                 | -32                |             | 10          | -10         | 234    | -229   |
| Totale carriera          | Totale carriera          | Totale carriera          | 1112       | -1160+           |                 | 113             | -109            |                    | 130                | -110               |             | 14          | -13         | 1369   | -1392+ |

## Palmarès

### Club

#### Competizioni statali
- Campionato Paranaense: 1

Atlético Paranaense: 1998
- Copa Centro-Oeste: 1

Cruzeiro: 1999
- Copa Sul-Minas: 2

Cruzeiro: 2001, 2002
- Campionato Carioca: 3

Vasco da Gama: 2003
Fluminense: 2022, 2023
- Taça Guanabara: 3

Vasco da Gama: 2003
Fluminense: 2022, 2023
- Taça Rio: 2

Vasco da Gama: 2003, 2004
- Campionato Mineiro: 7

Cruzeiro: 2006, 2008, 2009, 2011, 2014, 2018, 2019

#### Competizioni nazionali
- Coppa del Brasile: 3

Cruzeiro: 2000, 2017, 2018
- Campionato brasiliano: 2

Cruzeiro: 2013, 2014

#### Competizioni internazionali
- Coppa Libertadores: 1

Fluminense: 2023
- Recopa Sudamericana: 1

Fluminense: 2024

### Nazionale
- Campionato mondiale Under-17: 1

Egitto 1997
- Coppa America: 1

2004

### Individuale
- Miglior giocatore del Campionato Mineiro: 1

2021